# Goya 2020
Die 34. Verleihung des Goya fand am 25. Januar 2020 im Palacio de Deportes José María Martín Carpena in Málaga statt. Der wichtigste spanische Filmpreis wurde in 28 Kategorien vergeben. Als Gastgeber führten wie bereits im Vorjahr Andreu Buenafuente und Silvia Abril durch den Abend.

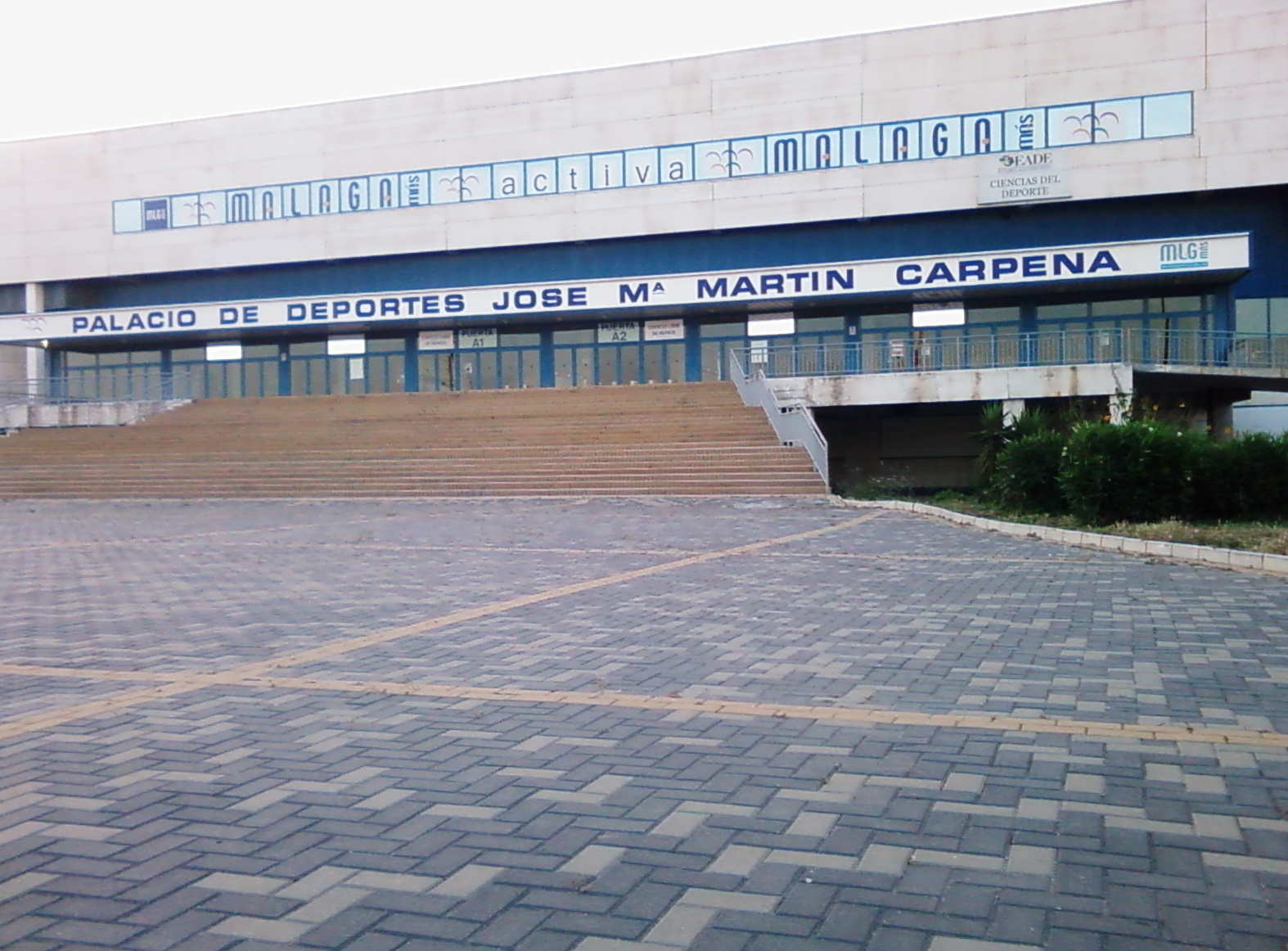
Der Palacio de Deportes José María Martín Carpena in Málaga, der Veranstaltungsort der Verleihung

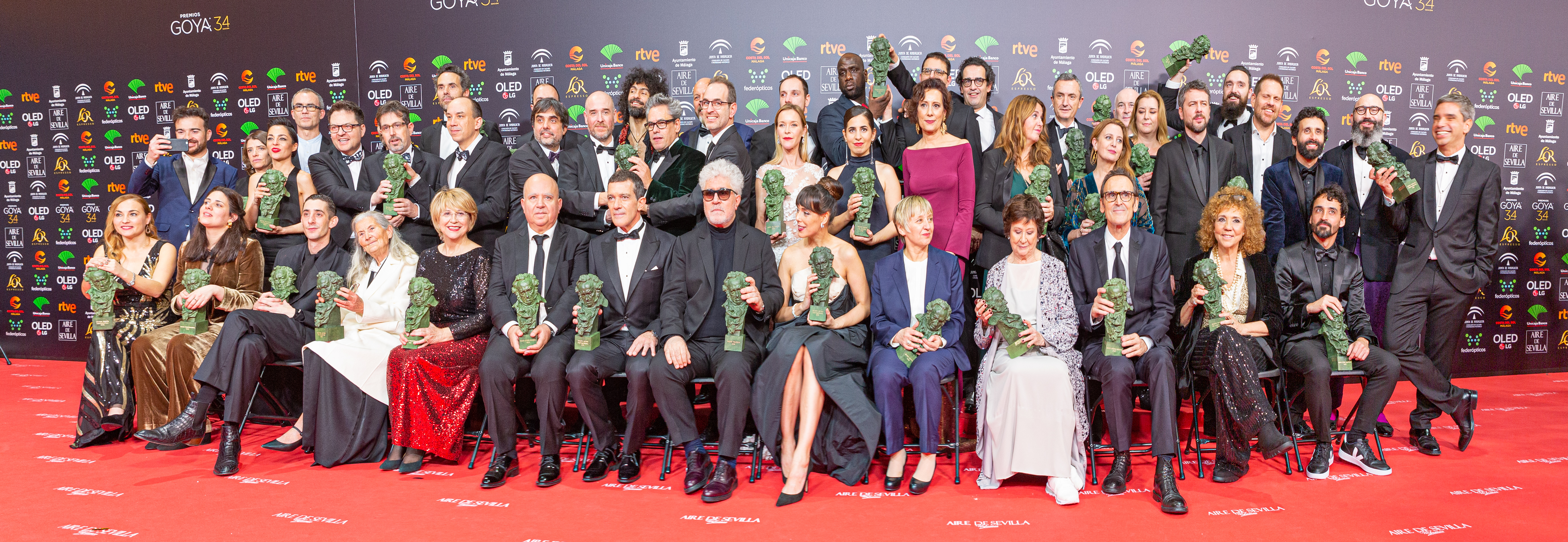
Gruppenfoto der diesjährigen Goya-Preisträger

## Gewinner und Nominierte
| Statistik (Filme mit mehr als einer Nominierung) N=Nominierung; A=Auszeichnung |    |   |
| Film                                                                           | N  | A |
| Mientras dure la guerra                                                        | 17 | 5 |
| Leid und Herrlichkeit                                                          | 16 | 7 |
| Der endlose Graben                                                             | 15 | 2 |
| Intemperie                                                                     | 5  | 2 |
| O que arde                                                                     | 4  | 2 |
| Buñuel im Labyrinth der Schildkröten                                           | 4  | 1 |
| Die obskuren Geschichten eines Zugreisenden                                    | 4  | 0 |
| Auge um Auge                                                                   | 3  | 1 |
| Der Schacht                                                                    | 3  | 1 |
| Adiós – Die Clans von Sevilla                                                  | 3  | 0 |
| Madre                                                                          | 3  | 0 |
| La hija de un ladrón                                                           | 2  | 1 |
| Klaus                                                                          | 2  | 0 |
| La innocència                                                                  | 2  | 0 |

### Bester Film (Mejor película)
Leid und Herrlichkeit (Dolor y gloria) – Regie: Pedro Almodóvar
- Der endlose Graben (La trinchera infinita) – Regie: Aitor Arregi, Jon Garaño und Jose Mari Goenaga
- Intemperie – Regie: Benito Zambrano
- O que arde – Regie: Óliver Laxe
- Mientras dure la guerra – Regie: Alejandro Amenábar

### Beste Regie (Mejor dirección)
Pedro Almodóvar – Leid und Herrlichkeit (Dolor y gloria)
- Alejandro Amenábar – Mientras dure la guerra
- Aitor Arregi, Jon Garaño und Jose Mari Goenaga – Der endlose Graben (La trinchera infinita)
- Óliver Laxe – O que arde

### Beste Nachwuchsregie (Mejor dirección novel)
Belén Funes – La hija de un ladrón
- Galder Gaztelu-Urrutia – Der Schacht (El hoyo)
- Aritz Moreno – Die obskuren Geschichten eines Zugreisenden (Ventajas de viajar en tren)
- Salvador Simó – Buñuel im Labyrinth der Schildkröten (Buñuel en el laberinto de las tortugas)

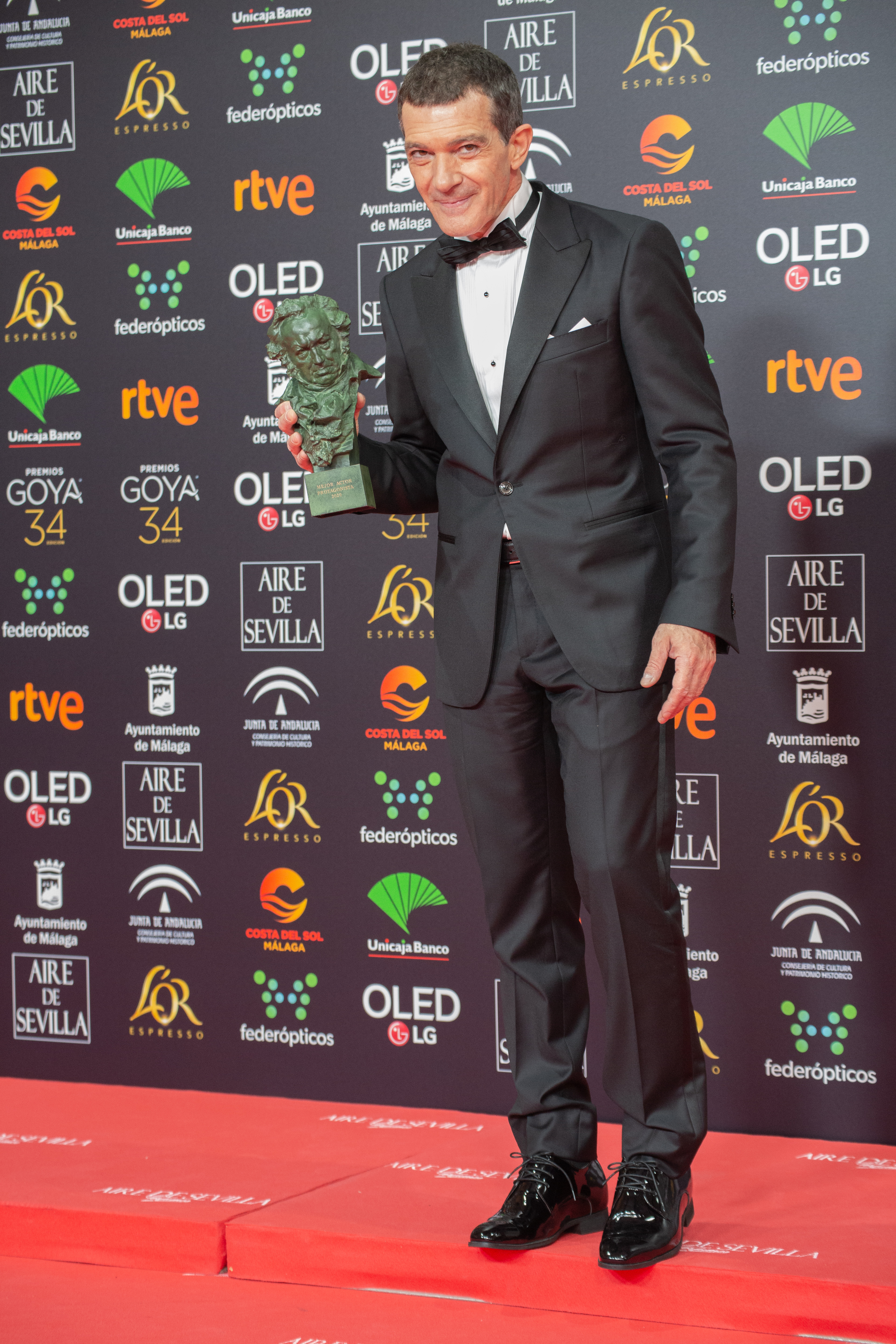
Antonio Banderas mit dem Goya für den besten Hauptdarsteller

### Bester Hauptdarsteller (Mejor actor)
Antonio Banderas – Leid und Herrlichkeit (Dolor y gloria)
- Antonio de la Torre Martín – Der endlose Graben (La trinchera infinita)
- Karra Elejalde – Mientras dure la guerra
- Luis Tosar – Auge um Auge (Quien a hierro mata)

### Beste Hauptdarstellerin (Mejor actriz)
Belén Cuesta – Der endlose Graben (La trinchera infinita)
- Penélope Cruz – Leid und Herrlichkeit (Dolor y gloria)
- Greta Fernández – La hija de un ladrón
- Marta Nieto – Madre

### Bester Nebendarsteller (Mejor actor de reparto)
Eduard Fernández – Mientras dure la guerra
- Luis Callejo – Intemperie
- Asier Etxeandia – Leid und Herrlichkeit (Dolor y gloria)
- Leonardo Sbaraglia – Leid und Herrlichkeit (Dolor y gloria)

### Beste Nebendarstellerin (Mejor actriz de reparto)
Julieta Serrano – Leid und Herrlichkeit (Dolor y gloria)
- Natalia de Molina – Adiós – Die Clans von Sevilla (Adiós)
- Mona Martínez – Adiós – Die Clans von Sevilla (Adiós)
- Nathalie Poza – Mientras dure la guerra

### Bester Nachwuchsdarsteller (Mejor actor revelación)
Enric Auquer – Auge um Auge (Quien a hierro mata)
- Santi Prego – Mientras dure la guerra
- Nacho Sánchez – Diecisiete
- Vicente Vergara – Der endlose Graben (La trinchera infinita)

### Beste Nachwuchsdarstellerin (Mejor actriz revelación)
Benedicta Sánchez – O que arde
- Carmen Arrufat – La innocència
- Pilar Gómez – Adiós – Die Clans von Sevilla (Adiós)
- Ainhoa Santamaría – Mientras dure la guerra

### Bestes Originaldrehbuch (Mejor guion original)
Pedro Almodóvar – Leid und Herrlichkeit (Dolor y gloria)
- Alejandro Amenábar und Alejandro Hernández – Mientras dure la guerra
- Luiso Berdejo und José Mari Goenaga – Der endlose Graben (La trinchera infinita)
- David Desola und Pedro Rivero – Der Schacht (El hoyo)

### Bestes adaptiertes Drehbuch (Mejor guion adaptado)
Daniel Remón, Pablo Remón und Benito Zambrano – Intemperie
- Javier Gullón – Die obskuren Geschichten eines Zugreisenden (Ventajas de viajar en tren)
- Eligio Montero und Salvador Simó – Buñuel im Labyrinth der Schildkröten (Buñuel en el laberinto de las tortugas)
- Isabel Peña und Rodrigo Sorogoyen – Madre

### Beste Produktionsleitung (Mejor dirección de producción)
Carla Pérez de Albéniz – Mientras dure la guerra
- Manolo Limón – Intemperie
- Toni Novella – Leid und Herrlichkeit (Dolor y gloria)
- Ander Sistiaga – Der endlose Graben (La trinchera infinita)

### Beste Kamera (Mejor fotografía)
Mauro Herce – O que arde
- Javi Agirre – Der endlose Graben (La trinchera infinita)
- José Luis Alcaine – Leid und Herrlichkeit (Dolor y gloria)
- Álex Catalán – Mientras dure la guerra

### Bester Schnitt (Mejor montaje)
Teresa Font – Leid und Herrlichkeit (Dolor y gloria)
- Alberto del Campo – Madre
- Laurent Dufreche und Raúl López – Der endlose Graben (La trinchera infinita)
- Carolina Martínez Urbina – Mientras dure la guerra

### Bestes Szenenbild (Mejor dirección artística)
Juan Pedro de Gaspar – Mientras dure la guerra
- Pepe Domínguez del Olmo – Der endlose Graben (La trinchera infinita)
- Antxón Gómez – Leid und Herrlichkeit (Dolor y gloria)
- Mikel Serrano – Die obskuren Geschichten eines Zugreisenden (Ventajas de viajar en tren)

### Beste Kostüme (Mejor diseño de vestuario)
Sonia Grande – Mientras dure la guerra
- Lourdes Fuentes und Saioa Lara – Der endlose Graben (La trinchera infinita)
- Paola Torres – Leid und Herrlichkeit (Dolor y gloria)
- Alberto Valcárcel – Paradise Hills

### Beste Maske (Mejor maquillaje y peluquería)
Nacho Díaz, Ana López-Puigcerver und Belén López-Puigcerver – Mientras dure la guerra
- Olga Cruz und Karmele Soler – Die obskuren Geschichten eines Zugreisenden (Ventajas de viajar en tren)
- Nacho Díaz, Yolanda Piña und Félix Terrero – Der endlose Graben (La trinchera infinita)
- Ana Lozano, Sergio Pérez Berbel und Montse Ribé – Leid und Herrlichkeit (Dolor y gloria)

### Beste Spezialeffekte (Mejores efectos especiales)
Mario Campoy und Iñaki Madariaga – Der Schacht (El hoyo)
- Félix Bergés und Juan Ramón Molina – Perdiendo el Este
- David Heras und Jon Serrano – Der endlose Graben (La trinchera infinita)
- Juanma Nogales und Raúl Romanillos – Mientras dure la guerra

### Bester Ton (Mejor sonido)
Alazne Ameztoy, Iñaki Díez, Nacho Royo-Villanova und Xanti Salvador – Der endlose Graben (La trinchera infinita)
- Aitor Berenguer und Gabriel Gutiérrez – Mientras dure la guerra
- Sergio Bürmann, Pelayo Gutiérrez und Marc Orts – Leid und Herrlichkeit (Dolor y gloria)
- Gabriel Gutiérrez, David Machado und Yasmina Praderas – Auge um Auge (Quien a hierro mata)

### Beste Filmmusik (Mejor música original)
Alberto Iglesias – Leid und Herrlichkeit (Dolor y gloria)
- Alejandro Amenábar – Mientras dure la guerra
- Arturo Cardelús – Buñuel im Labyrinth der Schildkröten (Buñuel en el laberinto de las tortugas)
- Pascal Gaigne – Der endlose Graben (La trinchera infinita)

### Bester Filmsong (Mejor canción original)
„Intemperie“ von Javier Ruibal – Intemperie
- „Nana de las dos lunas“ von Sergio de la Puente – La noche de las dos lunas
- „Invisible“ von Jussifer, Caroline Pennell und Justin Tranter – Klaus
- „Allí en la arena“ von Toni M. Mir – La innocència

### Bester Kurzfilm (Mejor cortometraje de ficción)
Suc de Síndria – Regie: Irene Moray
- El nadador – Regie: Pablo Barce
- Foreigner – Regie: Carlos Violadé Guerrero
- Maras – Regie: Salvador Calvo
- Xiao Xian – Regie: Jiajie Yu Yan

### Bester animierter Kurzfilm (Mejor cortometraje de animación)
Madrid 2120 – Regie: José Luis Quirós und Paco Sáez
- El árbol de las almas perdidas – Regie: Laura Zamora
- Homomaquia – Regie: David Fidalgo Omil
- Muedra – Regie: César Díaz Meléndez

### Bester Dokumentarkurzfilm (Mejor cortometraje documental)
Nuestra vida como niños refugiados en Europa – Regie: Silvia Venegas Venegas
- 2001 Destellos en la oscuridad – Regie: Pedro González Bermúdez
- El infierno – Regie: Raúl de la Fuente
- El sueño europeo: Serbia – Regie: Jaime Alekos

### Bester Animationsfilm (Mejor película de animación)
Buñuel im Labyrinth der Schildkröten (Buñuel en el laberinto de las tortugas) – Regie: Salvador Simó
- Elcano y Magallanes la primera vuelta al mundo – Regie: Ángel Alonso
- Klaus – Regie: Carlos Martínez López und Sergio Pablos

### Bester Dokumentarfilm (Mejor película documental)
Ara Malikian, una vida entre las cuerdas – Regie: Nata Moreno
- Auterretrato – Regie: Gaizka Urresti
- El cuadro – Regie: Andrés Sanz
- Historias de nuestro cine – Regie: Ana Pérez-Lorente und Antonio Resines

### Bester europäischer Film (Mejor película europea)
Die Wütenden – Les Misérables (Les Misérables), Frankreich – Regie: Ladj Ly
- Border (Gräns), Schweden/Dänemark – Regie: Ali Abbasi
- Porträt einer jungen Frau in Flammen (Portrait de la jeune fille en feu), Frankreich – Regie: Céline Sciamma
- Yesterday, Großbritannien – Regie: Danny Boyle

### Bester ausländischer Film in spanischer Sprache (Mejor película extranjera de habla hispana)
Glorreiche Verlierer (La odisea de los giles), Argentinien – Regie: Sebastián Borensztein
- Araña, Chile – Regie: Andrés Wood
- El despertar de las hormigas, Costa Rica – Regie: Marcela Said
- Monos – Zwischen Himmel und Hölle (Monos), Kolumbien – Regie: Alejandro Landes

## Ehrenpreis (Goya de honor)
- Marisol, spanische Schauspielerin und Sängerin